# Thelypteris denudata
Thelypteris denudata är en kärrbräkenväxtart som beskrevs av C.Sánchez och Caluff. Thelypteris denudata ingår i släktet Thelypteris och familjen Thelypteridaceae. Inga underarter finns listade.